# Чорнухинська волость (Лохвицький повіт)
Чорнухинська волость — адміністративно-територіальна одиниця Лохвицького повіту Полтавської губернії з центром у містечку Чорнухи.
Станом на 1885 рік — складалася з 30 поселень, 33 сільських громад. Населення 11099 — осіб (5425 осіб чоловічої статі та 5674 — жіночої), 1933 дворових господарств.
Основні поселення волості:
- Чорнухи — колишнє державне та власницьке містечко при річці Многа за 28 верст від повітового міста, 301 двір, 1400 мешканців, 2 православні церкви, єврейський молитовний будинок, школа, 2 постоялих двори, 2 ренськових погріба, 6 постоялих будинків, 15 лавок, базар по понеділкам і п'ятницям, 4 ярмарки, 3 кузні, 27 вітряних млинів, 2 маслобійних заводи.
- Бондарі — колишнє державне та власницьке село при урочищі Польовій Березовиці і Кислуха, 213 дворів, 1034 мешканців, православна церква, 3 постоялих будинки, кузня, 22 вітряних млини, 5 маслобійних заводів.
- Гільці — колишнє державне та власницьке село при річці Артополот, 304 дворів, 1500 мешканців, православна церква, школа, 3 постоялих будинки, 2 кузні, 38 вітряних млинів, 4 маслобійних заводи.
- Ковалі — колишнє державне та власницьке село при річці Многа, 292 двори, 1550 мешканців, православна церква, постоялий будинок, 2 кузні, 33 вітряних млини, 3 маслобійних заводи.
- Кізлівка — колишнє державне та власницьке село при річці Многа, 185 дворів, 780 мешканців, православна церква, постоялий будинок, 13 вітряних млинів, 2 маслобійних заводи.
- Сухоносівка — колишнє державне та власницьке село, 175 дворів, 990 мешканців, православна церква, 2 постоялих будинки, кузня, 20 вітряних млинів, 2 маслобійних заводи, цегляний і винокурний заводи.
- Харсіки — колишнє державне та власницьке село при річці Многа, 260 дворів, 1850 мешканців, православна церква, 3 постоялих будинки, кузня, 42 вітряних млини, 8 маслобійних заводів.

Старшинами волості були:
- 1900—1904 роках козак Федір Михайлович Зачависвічка[2],[3];
- 1913 року Пилип Саввич Приймак[4];
- 1915 року Василь Максимович Янківський[5].